# Hub Network

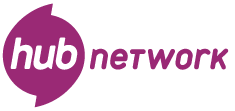
Hub Network logo.

Hub Network (antes chamado de The Hub) foi um canal a cabo digital americano e televisão por satélite lançado em 10 de outubro de 2010. O canal, que substituiu o Discovery Kids nos Estados Unidos, é uma joint venture da Discovery Communications e da Hasbro. A programação do The Hub era destinada principalmente a crianças com idades entre 6 à 12 anos, baseada nas bibliotecas das duas empresas-mãe. 
The Hub era dirigido a dois tipos de público, crianças que durante o dia assistem a programas infantis originais e adquiridos, e famílias, à noite, com reprises de seriados de televisão antigos, dramas e filmes. A executiva veterana de televisão Margaret Loesch serve como presidente e diretora executiva do The Hub. O canal está disponível para cerca de 60 milhões de assinantes.
Em 25 de setembro de 2014, o Discovery anunciou que vai adquirir 10% de participação da Hasbro e rebranding de Hub Network para Discovery Family em 13 de outubro de 2014, embora Hasbro continuará a fornecer programação infantil no período da tarde, A programação do horário nobre em torno da Discovery Family orientada reconstruir em toda família.

## História
Em 30 de abril de 2009, foi anunciado que a Hasbro adquiriu uma participação de 50% no Discovery Kids, o que resultou na joint-venture, que mudou o nome do canal para The Hub. A Discovery irá supervisionar vendas de anúncios e distribuição, enquanto a Hasbro será responsável pela programação.
O canal lançado às 10:00 ET (09:00 CT), em 10 de outubro de 2010, tomando o espaço do canal Discovery Kids, após uma maratona final de Kenny the Shark. O primeiro programa que foi ao ar no canal foi a série animada The Twisted Whiskers Show. Desde o dia em que The Hub foi lançado, a Verizon FiOS e a AT&T U-Verse tem uma versão em alta definição do canal.
Em um débito recente com a SEC, a Discovery Communications indicou que o canal pode valer menos do que se acreditava, com base em um baixo número de audiência. A administração do Hub Network está atualmente passando por uma análise do valor de mercado do canal.

## Programação
A programação do canal inclui: My Little Pony: Friendship is Magic, Pictureka!, The Adventures of Chuck and Friends, Transformers: Prime, G.I. Joe: Renegades, In the Night Garden, Dennis and Gnasher, R.L. Stine's The Haunting Hour, Clue e Hubworld, alguns em divulgação dos jogos e brinquedos da Hasbro e outros em divulgação do próprio canal, além de desenhos anteriormente exibidos no Discovery Kids, antecessor do The Hub, como Animal Mechanicals, por exemplo.
A programação da Hasbro inclui animações baseadas em My Little Pony, Transformers, Pound Puppies e Strawberry Shortcake, além de Family Game Night, que mostra características do jogo de tabuleiro da Hasbro adaptado em forma de game show.
No Brasil, já que o Discovery Kids não foi substituído pelo canal, ele exibiu desenhos da programação deste, entre eles My Little Pony: Friendship Is Magic, que estreou em 21 de novembro de 2011, com o título de My Little Pony: A Amizade É Mágica.